# Чистката 3 – Избори
„Чистката 3 – Избори“ (на английски: The Purge: Election Year) е американски филм на ужасите от 2016 г., написан и режисиран от Джеймс ДеМонако, и това е третият филм от поредицата „Чистката“.